# Софиевка (Приморский район)
Софиевка (укр. Софіївка) — село,
Коларовский сельский совет,
Приморский район,
Запорожская область,
Украина.
Код КОАТУУ — 2324882801. Население по переписи 2001 года составляло 1128 человек.
Является административным центром Коларовского сельского совета, в который
не входят другие населённые пункты.

## Географическое положение
Село Болгарка находится на левом берегу реки Лозоватка,
выше по течению на расстоянии в 5 км расположено село Юрьевка,
ниже по течению на расстоянии в 3 км расположено село Вячеславка.
Рядом проходит автомобильная дорога Р-37.

## История
- 1862 год — дата основания как село Романовка на месте ногайского поселения Тогалы болгарами-колонистами, переселившимися из Бессарабии.
- В 1926 году переименовано в село Коларовка в честь деятеля международного и болгарского рабочего движения В. П. Коларова[2].
- В 1930-е годы село было центром Коларовского болгарского национального района.
- В 2016 году переименовано в село Болгарка[3].
- В 2021 году переименовано в село Софиевка[4].

## Экономика
- Коларовский завод железобетонных конструкций.
- Агрофирма «Им. Коларова», СПК.

## Объекты социальной сферы
- Школа I—II ст.
- Детский сад.
- Дом культуры.
- Больница.

## Достопримечательности
- Братская могила советских воинов.
- Заказник «Коларовский», 215 га, искусственный смешанный лес возле водохранилища.